# 舞出新方向
是一部美國喜劇類型的網路影集，由安妮·魏斯曼（Annie Weisman）開創，羅絲·伯恩領銜出演，2021年6月18日在蘋果公司的線上串流媒體平台Apple TV+首播。

## 劇情
故事設定於1980年代的聖地牙哥，家庭主婦希拉·魯賓通過健美操運動釋放生活壓力。

## 演員與角色
- 羅絲·伯恩 飾演 希拉·魯賓（Sheila Rubin）

- 羅瑞·史科佛（英语：Rory Scovel） 飾演 丹尼·魯賓（Danny Rubin）

- 迪爾德爾·弗里爾（英语：Dierdre Friel） 飾演 葛莉塔（Greta）

- 德拉·薩巴（英语：Della Saba） 飾演 邦尼（Bunny）

- 盧·泰勒·普奇 飾演 泰勒（Tyler）

- 保羅·斯帕克斯 飾演 約翰·布里姆（John Breem）

- 廖艾莉（英语：Ashley Liao） 飾演 席夢（Simone）

- 傑佛利·阿蘭德（英语：Geoffrey Arend） 飾演 傑瑞（Jerry）

- 伊恩·戈麥茲（英语：Ian Gomez） 飾演 厄尼（Ernie）

## 集數
| 集數 | 標題 | 譯名           | 導演            | 編劇        | 上線日期      |
| ---- | ---- | -------------- | --------------- | ----------- | ------------- |
| 1    |      | 準備開始跳     | 克雷格·格里斯佩 | 安妮·魏斯曼 | 2021年6月18日 |
| 2    |      | 來搞政治吧     | 麗莎·強森       | 安妮·魏斯曼 | 2021年6月18日 |
| 3    |      | 開始認真做     | 史蒂芬妮·連恩   | 羅莎·漢德曼 | 2021年6月18日 |
| 4    |      | 派對開始了     | 麗莎·強森       | 傑西卡·迪基 | 2021年6月25日 |
| 5    |      | 我們存同求異   | 待定            | 待定        | 2021年7月2日  |
| 6    |      | 用錄影帶錄下來 | 待定            | 待定        | 2021年7月9日  |
| 7    |      | 待公佈         | 待定            | 待定        | 2021年7月16日 |
| 8    |      | 待公佈         | 待定            | 待定        | 2021年7月23日 |

## 製作

### 開發
2020年1月，Apple TV+宣佈預訂影集，安妮·魏斯曼（Annie Weisman）擔當節目統籌並執筆編劇，公司參與製作。2020年12月，克雷格·格里斯佩、麗莎·強森和史蒂芬妮·連恩確定擔當導演，格里斯佩執導試播集。每集時長30分鐘，共10集。

### 選角
2020年1月，隨著影集確定開發製作，羅絲·伯恩確定參演影集。2020年12月，羅絲·伯恩確定出演女主角希拉·魯賓，羅瑞·史科佛、迪爾德爾·弗里爾、德拉·薩巴、盧·泰勒·普奇、保羅·斯帕克斯和廖艾莉參演影集。2021年1月，傑佛利·阿蘭德確定參演影集。2021年4月，伊恩·戈麥茲確定參演影集。

## 發行
《舞出新方向》於2021年6月18日在蘋果公司的線上串流媒體平台Apple TV+首播，一次上線三集，餘下集數於每週五更新。

## 迴響
根据評論匯總网站爛番茄汇总的13篇评论文章，54%的评论家给予该作正面评价，平均打分为6.8分（满分10分）。《舞出新方向》在Metacritic網站上得到「混合或中等評價」，獲得了56/100分（7位影評人）。

## 資料來源
1. ↑  . Apple TV+ Press.   [2021-03-11]. （原始内容存档于2021-02-27） （美国英语）.
2. ↑  . The Futon Critic.   [2021-04-30] （美国英语）.
3. 1 2  Andreeva, Nellie. . Deadline Hollywood. 2020-01-29  [2021-03-11]. （原始内容存档于2020-03-04） （美国英语）.
4. 1 2  Otterson, Joe. . Variety. 2020-12-09  [2021-03-11]. （原始内容存档于2021-02-17） （美国英语）.
5. ↑  Strause, Jackie. . The Hollywood Reporter. 2021-02-19  [2021-03-11]. （原始内容存档于2021-03-11） （美国英语）.
6. ↑  Petski, Denise. . Deadline Hollywood. 2021-01-11  [2021-03-11]. （原始内容存档于2021-01-26） （美国英语）.
7. ↑  Petski, Denise. . Deadline Hollywood. 2021-04-01  [2021-04-01]. （原始内容存档于2023-09-07） （美国英语）.
8. ↑  Grobar, Matt. . Deadline Hollywood. 2021-04-27  [2021-04-27]. （原始内容存档于2021-04-27）.
9. ↑  . Rotten Tomatoes. Fandango Media.   [2021-06-17] （美国英语）.
10. ↑  . Metacritic. Red Ventures.   [2021-06-17] （美国英语）.

## 外部連結
- 互联网电影数据库（IMDb）上《舞出新方向》的资料（英文）